# 다각형
기하학에서 다각형(多角形, polygon)은 한 평면 위에 있으면서 유한 개의 선분들이 차례로 이어져 이루어진 경로이다. 다각형(多角形)이라는 말을 글자 그대로 해석하면 각이 많은 모양(도형)이라는 뜻이다. 다각형을 이루는 각각의 선분들을 그 다각형의 변이라 하고, 변의 끝점을 꼭짓점이라 한다. 단순한 다각형의 경우 그 변들의 합집합은 다각형 영역의 경계를 이룬다. 다각형은 변의 개수에 따라 삼각형, 사각형 등 으로 이름을 붙인다.

다각형의 집합들 사이의 포함관계

## 분류
다각형의 집합은 특정한 성질을 갖는지에 따라 다음과 같이 여러 부분집합으로 나눌 수 있다. 그 중 흔히 쓰이는 것들은 다음과 같다.
- 변들이 꼭짓점에서만 만나는 다각형을 단순한 다각형이라 한다.
- 180°가 넘는 크기의 내각을 갖지 않는 단순한 다각형을 볼록 다각형이라고 한다. 볼록하지 않은 단순한 다각형은 오목 다각형이라고 한다. 참고로, 모든 볼록 다각형은 대각선이 내부에만 있고, 변을 연장하면 어떤 것도 다각형의 내부로 들어가지 않으며, 오목 다각형은 대각선이 하나라도 일부 또는 전부가 다각형의 외부에 위치한다. 또한 변을 연장하면 변이 다각형의 내부를 자른다. 그리고 외각의 크기는 오목한 부분은 요각에서 180°를 뺀 값의 덧셈 역원, 즉, 180°와 요각의 차를 더하면 된다. 이때 계산 값은 음수이므로, 해당 절댓값의 덧셈 역원을 빼주면 된다.
- 모든 변의 길이가 같은 다각형을 등변다각형이라 한다. (변이 다섯 개 이상일 경우 오목하거나 심지어 단순하지 않은 다각형도 등변다각형이 될 수 있다.)
- 모든 꼭짓점이 한 원 위에 있는 볼록 다각형을 원에 내접하는 다각형이라 한다. 이것의 쌍대는 원에 외접하는 다각형으로, 모든 변이 한 원의 끝부분에 걸쳐 있는 볼록한 다각형이다.

## 다각형의 성질
여기서부터는 유클리드 기하를 가정한다.

### 자유도
n각형의 자유도는 2n이다. 그 중 2는 위치를, 1은 놓여 있는 방향을, 1은 전체적인 크기를 결정하며 나머지 2n−4 가 모양을 결정한다.
다각형에 선대칭성이 있을 경우 모양에 대한 자유도가 n−2 로 줄어든다. 일반적으로 k를 2 이상의 정수라고 하면 k겹(k-fold) 회전대칭성(Ck)을 갖는 nk각형의 모양에 대한 자유도는 2n−2이다. 여기에 선대칭성이 추가된 경우(Dk)에는 n−1이다.

### 각
정다각형이건 아니건, 단순하건 단순하지 않건, 다각형 은 변의 수만큼의 각을 갖는다. 단순한 n각형의 내각(다각형 내부에 있는 각)의 합은 π(n−2) 라디안(혹은 180°(n−2))이다. 따라서 정n각형의 한 내각의 크기는 π(n−2)/n 라디안(혹은 180°(n−2)/n, 혹은 (n−2)/(2n) 회전)이다. 이것은 다음과 같이 두 가지 방법으로 이해할 수 있다.
- 예를 들어 자전거를 몰고 단순한 n각형을 따라 움직인다고 가정해 보자. 그러면 각 꼭짓점에서 외각만큼 방향을 "틀어야" 할 것이다. 그 n각형을 완전히 돌고 나면 자전거 자신도 완전히 한 바퀴를 돈 것이므로 각 꼭짓점에서 튼 각도의 합은 360°가 되어야 하며, 이것으로부터 위의 식을 쉽게 얻을 수 있다. 180°가 넘는 크기의 내각이 있는 경우에도 마찬가지로 생각할 수 있다. 다각형을 따라 반시계방향으로 돈다고 하면 보통은 왼쪽으로 방향을 틀어야 하지만 내각의 크기가 180°가 넘는 꼭짓점에서는 오른쪽으로 방향을 틀어야 하며, 이것을 음수로 계산하면 역시 같은 식을 얻을 수 있다.

- 단순한 n각형은 (n−2)개의 삼각형을 짜맞추어 만들 수 있으며, 각각의 삼각형의 내각의 크기의 합이 180°인 것으로부터 위의 식을 얻을 수도 있다.

(단순할 필요가 없는) 일반적인 {\displaystyle n}각형을 따라 움직이는 경우 각 꼭짓점에서 방향을 튼 각도의 합은 360°의 정수배가 된다. 예를 들어 오각별에서는 720°, 각진 8자 모양에서는 0°이다. 궤도 항목도 참고.

### 넓이
데카르트 좌표계에서 각 꼭짓점의 좌표가 그 내부를 반시계방향으로 도는 순서대로 {\displaystyle (x_{1},y_{1}),(x_{2},y_{2}),\cdots ,(x_{n},y_{n})}로 주어져 있는 단순한 다각형의 넓이 {\displaystyle A}는 다음과 같이 계산할 수 있다.
{\displaystyle {\begin{aligned}A&={1 \over 2}\left(x_{1}y_{2}-x_{2}y_{1}+x_{2}y_{3}-x_{3}y_{2}+\cdots +x_{n}y_{1}-x_{1}y_{n}\right)\\&={1 \over 2}\left\{x_{1}(y_{2}-y_{n})+x_{2}(y_{3}-y_{1})+\cdots +x_{n}(y_{1}-y_{n-1})\right\}\end{aligned}}}
신발끈 공식이라고 하는 이 공식은 1769년 마이스터가, 그리고 1795년 가우스가 사용하였다. 이 공식은 다각형을 삼각형들로 나누어 생각함으로써 증명할 수 있으나, 그린 정리의 특수한 경우로 볼 수도 있다.
다각형의 꼭짓점이 간격이 일정한 격자의 격자점에만 놓여 있는 경우, 픽의 정리를 사용하면 다각형 내부와 경계에 있는 점의 개수를 가지고 간단하게 넓이를 구할 수 있다.
두 다각형의 넓이가 같으면, 언제나 그 중 하나를 몇 개의 다각형으로 자르고 그 조각들을 다시 맞춤으로써 다른 하나와 같은 모양을 만들 수 있다. 이것을 볼야이와 거윈의 정리(Bolyai-Gerwien theorem)라 한다.
각 변의 길이가 {\displaystyle s} 인 정{\displaystyle n}각형의 넓이는 {\displaystyle A={1 \over 4}ns^{2}\cot \left({\pi  \over n}\right)}이다.

### 내접 다각형
원 또는 다각형 위에 내접하는 다각형으로, 모든 꼭짓점이 주어진 원 또는 다각형의 둘레 위에 놓여 있다. ≒ 내접형

모든 정다각형, 모든 삼각형, 모든 직사각형, 모든 등변사다리꼴은 원에 내접하는 다각형이다.

#### 조건
N각형의 모든 꼭짓점이 쓰여진, 최소{\displaystyle {1 \over [n]}+1}개의 삼각형의 외심이 일치하면 N각형은 내접 다각형이다.

#### 증명
먼저 N각형 N개의 점을 모두 쓰기위해서는 삼각형이 {\displaystyle {1 \over [n]}+1}개가 되어야 한다.

그리고 그 삼각형들의 외심이 모두 일치한다면, 외심으로부터 각 점들까지의 거리가 같으므로, 내접다각형이 된다.

### 외접 다각형
원 또는 다각형 위에 외접하는 다각형으로, 모든 변이 주어진 원의 둘레 또는 다각형의 꼭짓점에 닿는다.
외접형=모든 정다각형, 모든 삼각형, 모든 마름모, 모든 볼록 연꼴는 원에 외접하는 다각형이다.

#### 조건
볼록N각형의 모든 내각의 이등분선이 한 점에서 만나면 {\displaystyle \mathbb {N} }각형은 외접 다각형이다.

#### 증명
원 밖의 한 점에서 원으로 그을 수 있는 접선은 2개.

이 때, 점을 A, 접점을 각각 B, C라고 하고, 원의 중심을 O라 하면, ∠OAB = ∠OAC이다.

따라서, 볼록N각형의 모든 내각의 이등분선이 한 점에서 만나면, 이등분선들의 교점을 중심으로하는 한 원에 외점하게 된다.

## 다각형 내부의 점인지 검사하기
컴퓨터 그래픽이나 수치기하학에서는 다각형의 각 꼭짓점이 주어져 있을 때, 어떤 점이 그 다각형 내부의 점인지 결정해야 하는 경우가 많다.

## 특수한 경우
다각형에 대하여 몇 가지 특수한 경우는 다음과 같다.
- 이웃하지 않은 두 변이 한 직선 위에 있을 때
- 변의 길이가 모두 같은 경우(등변다각형)
- 각의 크기가 모두 같은 경우(등각다각형)

삼각형에서, 등변삼각형이 되는 것과 등각삼각형이 되는 것은 정삼각형으로 동치이다.
사각형에서, 등변사각형은 곧 마름모이며, 등각사각형은 직사각형 또는 네 꼭짓점이 직사각형의 꼭짓점과 일치하는 "각진 8자" 모양이다.

## 같이 보기
- 원에 내접하는 다각형
- 도형
- 삼각화
- 폴리폼
- 다면체
- 폴리토프
- 정다각형
- 단순한 다각형
- 별 다각형
- 논증기하
- 테셀레이션
- 정다각형 타일링
- 격자
- 등변다각형
- 등각다각형